# Entsorgungsgesellschaft Mainz

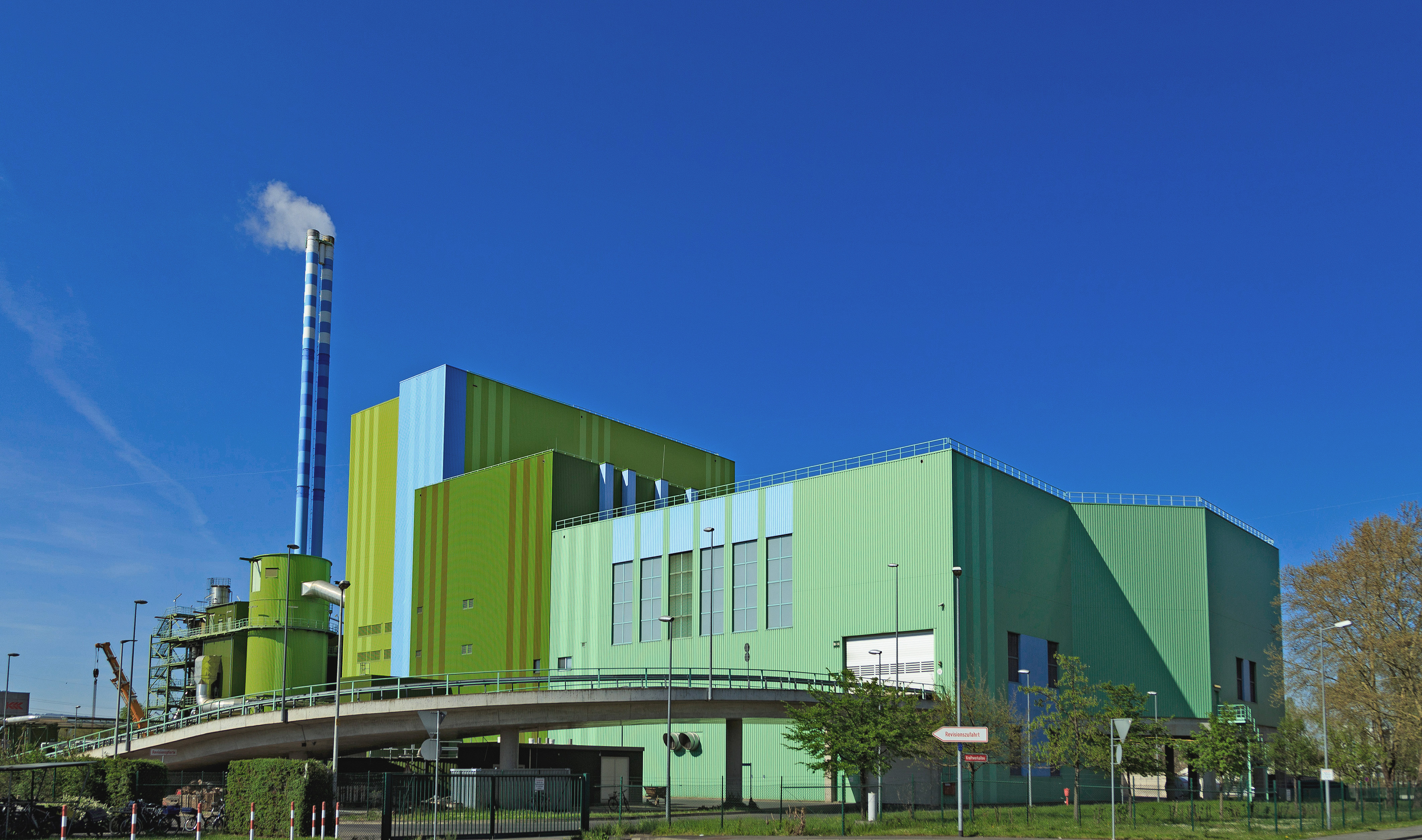
Mainzer Müllheizkraftwerk

Die Entsorgungsgesellschaft Mainz mbH (EGM) wurde am 12. März 1999 gegründet. Sie betreibt auf der Ingelheimer Aue in Mainz das Mainzer Müllheizkraftwerk (MHKW). Die Anlage auf dem Gelände der Kraftwerke Mainz-Wiesbaden AG ging 2003 mit zwei Verbrennungsöfen in Betrieb und wurde 2009 um eine Verbrennungslinie erweitert. Die KMW AG ist mit 50,1 Prozent der Anteile größter EGM-Gesellschafter.
Die Kapazität des Mainzer Müllheizkraftwerks beträgt rund 350.000 Tonnen Abfall im Jahr. Hier werden Hausmüll und hausmüllähnliche Gewerbeabfälle verbrannt – unter anderem die Siedlungsabfälle aus Mainz, dem Landkreis Mainz-Bingen sowie aus dem Donnersbergkreis. Die restlichen Müllmengen liefert der zweite EGM-Gesellschafter, die Remondis Region Südwest GmbH. Die Stadt Mainz verfügt gemäß Gesellschaftsvertrag über besondere Rechte an der EGM.
Mit dem Müllheizkraftwerk sorgt die EGM für die Abfallbeseitigung einer Region mit rund 500.000 Einwohnern. Durch die langfristig abgeschlossenen Entsorgungsverträge ist die betriebswirtschaftlich notwendige Auslastung sichergestellt.
Insgesamt wurden seit der Inbetriebnahme des Mainzer Müllheizkraftwerks im Jahr 2004 mehr als 4 Millionen Tonnen Hausmüll und hausmüllähnliche Gewerbeabfälle in Mainz verbrannt. Das entspricht dem Gewicht von rund 100 Millionen grauer Hausmülltonnen, wie sie bei den meisten Haushalten vor der Tür stehen. Die Mainzer Anlage verfügt über eine sehr hohe technische Verfügbarkeit.
Die bei der Verbrennung des Abfalls anfallende Wärme wird nicht nur zur Stromerzeugung in einer 20-MW-Dampfturbine und zur Stromerzeugung im benachbarten KMW-Gaskraftwerk genutzt. Das Müllheizkraftwerk erzeugt darüber hinaus einen Großteil der Mainzer Fernwärme. Mit Fernwärme werden unter anderem der Mainzer Dom, die meisten Ministerien in der Stadt, die Rasenheizung der Opel-Arena und die Universitätsmedizin der Johannes Gutenberg-Universität Mainz sowie die Johannes Gutenberg-Universität Mainz beheizt und mit warmem Wasser versorgt. Die Fernwärme-Abgabe geschieht über die Mainzer Fernwärme GmbH.